# KsOd V
Die Dampflokomotivreihe KsOd V war eine Tenderlokomotivreihe der Kaschau-Oderberger Bahn (KsOd).

## Geschichte
Die Floridsdorfer Lokomotivfabrik vermutete wohl einen Erfolg der Gepäckslokomotiven, die sie für die private Südbahngesellschaft nach Plänen von Anton Elbel und Louis Adolf Gölsdorf als SB 4 II gebaut hatte. Sie fertigte daher zwei Exemplare auf Vorrat. Diese beiden und eine neu gebaute Maschine wurden 1882 von der KsOd gekauft, die 1884 noch drei Stück geliefert bekam.
Bei der Verstaatlichung der KsOd 1924 kamen alle sechs Fahrzeuge zu den ČSD, die aber nur mehr vier von ihnen die Bezeichnung 210.001–004 gaben. Der Tatsache, dass der Bezeichnung kein M vorangestellt wurde, kann man entnehmen, dass die Maschinen mit Heizer besetzt waren. Sie wurden bis 1928 ausgemustert.
Die Reihenbezeichnung 210.0 wurde später von den ČSD noch einmal vergeben. Die Lokomotive 210.901 (ehemals Nr. 1 SERENY der  Lokalbahn Aujezd–Luhatschowitz) erhielt 1948 infolge der Verstaatlichung des Eigentümers die Betriebsnummer 210.001 in Zweitbesetzung